# The Green Hornet (film, 2011)
Cet article concerne le film de 2011. Pour la série télévisée de 1966, voir Le Frelon vert.
Pour plus de détails, voir Fiche technique et Distribution.
The Green Hornet, ou Le Frelon vert au Québec, est un film américano-français réalisé par Michel Gondry, sorti en 2011. Il s'inspire de la série radiophonique américaine éponyme des années 1930, de la bande dessinée et de la série télévisée Le Frelon vert, créée en 1966 avec Van Williams et Bruce Lee.

## Synopsis
Britt Reid est le fils de James Reid, le propriétaire du quotidien The Daily Sentinel à Los Angeles. Britt est aussi un fêtard invétéré, un peu immature et sans ambition. Lorsque son père décède subitement, Britt se retrouve à la tête du journal et découvre en même temps les talents de Kato, le chauffeur et mécanicien de son père, par ailleurs spécialiste en café, expert en arts martiaux, ingénieur et bricoleur de génie. Pendant ce temps, Chudnofsky, un criminel impitoyable, étend son contrôle sur tous les gangs de Los Angeles. Un peu malgré lui, Britt Reid devient un héros masqué ennemi du crime sous l'identité du Frelon vert, avec l'aide de Kato, chauffeur et surtout concepteur de la Black Beauty, une voiture truffée de gadgets.

## Fiche technique
- Titre original : The Green Hornet
- Titre québécois : Le Frelon Vert
- Réalisation : Michel Gondry
- Scénario : Seth Rogen et Evan Goldberg, d'après la série radiophonique de George W. Trendle et Fran Striker
- Direction artistique : Benjamin Edelberg, Chad S. Frey et Greg Papalia
- Décors : Owen Paterson
- Costumes : Kym Barrett
- Photographie : John Schwartzman (en)
- Montage : Michael Tronick
- Musique : James Newton Howard
- Producteur : Neal H. Moritz
- Sociétés de production : Columbia Pictures et Original Film
- Sociétés de distribution : Columbia Pictures (États-Unis), Sony Pictures Releasing France
- Budget : 120 000 000 de dollars
- Format : couleur – 1.44 : 1 • 70mm (version IMAX 3-D) - 2.35 : 1 • 35 mm – Dolby Digital • SDDS • DTS
- Pays de production :  États-Unis
- Langue originale : anglais
- Genre : comédie, action
- Dates de sortie[3] :
  - France : 12 janvier 2011
  - États-Unis : 14 janvier 2011
- Dates de sorties DVD :
  - États-Unis : 3 mai 2011
  - France : 18 mai 2011
- Classification :
  - États-Unis : PG-13
  - France : Tous publics

## Distribution
Légende : VF : Voix françaises, VQ : Voix québécoises
- Seth Rogen (VF : Xavier Fagnon ; VQ : Tristan Harvey) : Britt Reid / The Green Hornet
- Jay Chou (VF : Stanislas Forlani ; VQ : Gabriel Lessard) : Kato
- Cameron Diaz (VF : Barbara Tissier ; VQ : Camille Cyr-Desmarais) : Leonore Case
- Christoph Waltz (VF : Féodor Atkine ; VQ : Denis Gravereaux) : Benjamin Chudnofsky, alias « Hémoglobinski » (Bloodnofsky en V.O.)
- Tom Wilkinson (VF : Philippe Catoire ; VQ : Claude Prégent) : James Reid
- David Harbour (VF : Stéphane Pouplard ; VQ : François L'Écuyer) : le procureur Frank Scanlon
- Edward James Olmos (VF : José Luccioni ; VQ : Manuel Tadros) : Mike Axford
- James Franco (VF : Anatole de Bodinat ; VQ : Nicolas Charbonneaux-Collombet) : Danny Clear (caméo non crédité)
- Jamie Harris (VF : Emmanuel Karsen ; VQ : Martin Desgagné) : Popeye
- Chad Coleman (VF : Asto Montcho ; VQ : Pierre-Étienne Rouillard) : Chili
- Edward Furlong (VF : Hervé Rey ; VQ : David Laurin) : Tupper
- Joshua Erenberg : Britt Reid, jeune
- Analeigh Tipton : Ana Lee
- Robert Clotworthy : un politicien
- Taylor Cole : la fille de la limousine

## Production

### Développement

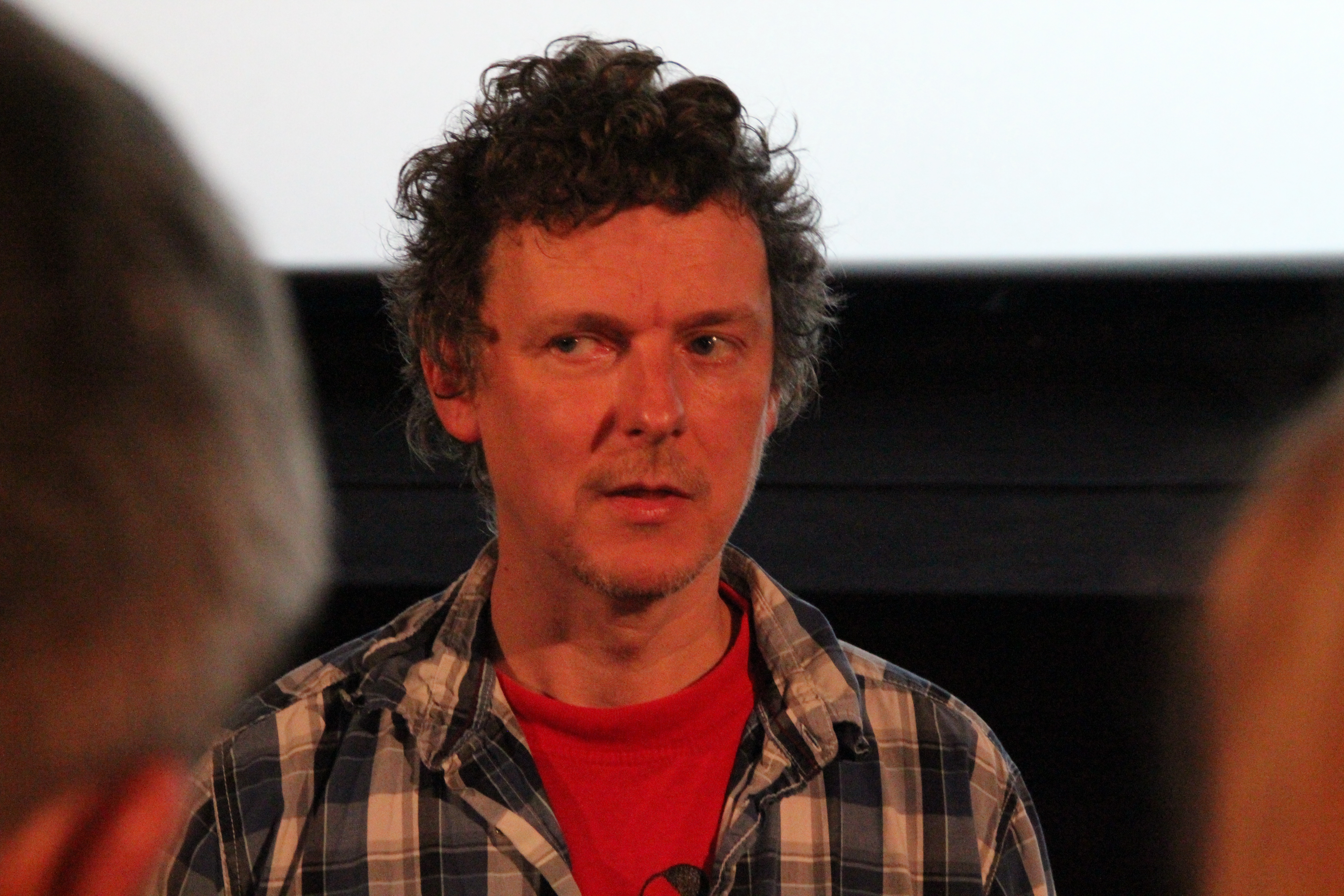
Le réalisateur français Michel Gondry s'essaie pour la première fois au blockbuster.

En octobre 1992, Variety rapporte que Universal Pictures est en négociations avec Leisure Concepts, Inc. qui détient les droits du Frelon Vert,. En septembre 1993, Chuck Pfarrer a bouclé le scénario. Eddie Murphy est alors envisagé pour tenir le rôle principal. Puis Rich Wilkes est engagé pour quelques réécritures dues à la signature d'un contrat pay-or-play par George Clooney pour le rôle principal. Finalement, George Clooney se lance dans l'aventure Batman et Robin. Certaines rumeurs évoquent alors Greg Kinnear en Green Hornet et Jason Scott Lee en Kato.
En janvier 1997, Universal approche le réalisateur de clips français Michel Gondry pour qu'il réalise son premier long-métrage. Ce dernier décide de réécrire le script avec Edward Neumeier. Lawrence Gordon et Lloyd Levin signent ensuite pour produire le film. Le rôle principal est offert à Mark Wahlberg, mais le développement du film est arrêté et Michel Gondry quitte le projet.
En avril 2000, Universal entre en négociation avec Jet Li pour le rôle de Kato. Dark Horse Entertainment et Charles Gordon se joignent à Lawrence Gordon et Lloyd Levin comme producteurs. En juin 2000, Christopher McQuarrie commence l'écriture d'un nouveau script. Alors que le projet tarde à se concrétiser, Jet Li part tourner The One mais y reste attaché. Après avoir dépensé près de 10 millions de dollars depuis 1992, Universal décide d'arrêter les frais en novembre 2001. La Paramount et Columbia Pictures montrent alors un intérêt pour le projet, mais c'est finalement Miramax qui obtient les droits. La société commence alors à chercher un partenaire automobile pour créer la Black Beauty, voiture du Green Hornet. En février 2004, le président de Miramax Harvey Weinstein engage Kevin Smith pour écrire et réaliser le film. Le réalisateur est d'abord sceptique car il garde une très mauvaise expérience des super-héros après le projet Superman Lives. Il accepte finalement l'offre et approche Jake Gyllenhaal pour le rôle principal en mars 2004. Mais le projet est à nouveau à l'arrêt. Smith publiera cependant un comics The Green Hornet chez Dynamite Entertainment en 2010.
En mars 2007, Neal H. Moritz acquiert les droits via sa société Original Film, qui a un deal de production avec Columbia Pictures. En juillet 2007, Seth Rogen, en plus d'être l'acteur principal, signe pour être coscénariste du film avec son compère Evan Goldberg. Seth Rogen décrit alors le projet comme un buddy movie dans la lignée de L'Arme fatale et 48 heures.
En septembre 2008, Columbia Pictures annonce que Stephen Chow réalisera le film et tiendra le rôle de Kato. Mais le Hongkongais se désiste finalement pour « différends artistiques ». 
Le 24 février 2009, DreamWorks annonce que Michel Gondry réalisera le film, après avoir été approché dès 1997, et que Stephen Chow est toujours attaché au rôle de Kato. Michel Gondry avouera avoir accepté le film pour son fils : « c'était une façon de me faire pardonner auprès de mon fils, que j'ai un peu abandonné lorsque j'ai quitté la France pour habiter à Los Angeles il y a dix ans. Ce film est pour lui ».

### Attribution des rôles

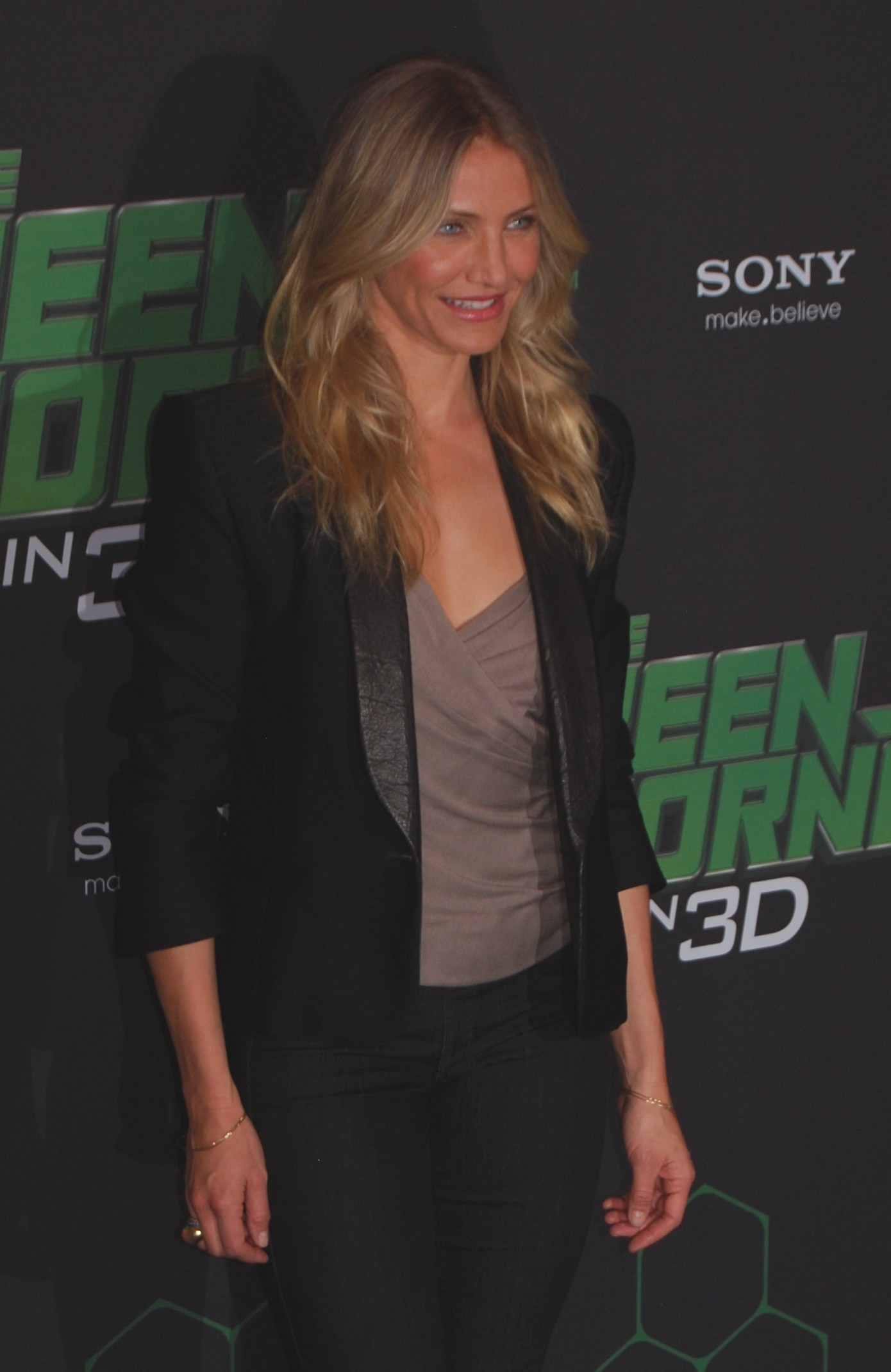
Cameron Diaz lors de la première du film à Berlin.

Le projet ayant mis de nombreuses années à se concrétiser, de nombreux acteurs ont été évoqués pour le rôle principal (Eddie Murphy, George Clooney, Greg Kinnear, Jake Gyllenhaal, Mark Wahlberg), avant que Seth Rogen ne soit choisi. Pour le rôle, l'acteur a dû perdre 20 kilos et suivre un entrainement intensif.
Le 10 septembre 2009, Nicolas Cage devait tenir le rôle du grand méchant, Monsieur X. Mais devant les caprices de la star (qui exigeait notamment de prendre un accent jamaïcain), il est finalement remplacé par Christoph Waltz, et le personnage est rebaptisé Chudnofsky.
Stephen Chow devait tenir le rôle Kato, en plus de réaliser le film. Il est cependant remplacé par l'acteur-chanteur taïwanais Jay Chou en raison d'un conflit d'emploi du temps avec d'autres projets.
Les producteurs voulaient que Van Williams, qui avait incarné Britt Reid dans la série Le Frelon vert, réalise un caméo. Mais l'acteur était indisponible. Un clin d'œil dans le film est présent dans le film pour évoquer Bruce Lee, quand Britt Reid feuillette le carnet de Kato.

### Tournage
Le tournage principal débute aux Paramount Pictures de Culver City (Californie) le 2 septembre 2006 pendant une semaine. L'équipe se rend ensuite dans le quartier de Chinatown à Los Angeles pour les scènes de l'appartement de Kato. En novembre, le tournage a également lieu dans la vallée de San Fernando, à Holmby Hills (où le manoir Fleur de Lys est utilisé pour le manoir des Reid), Bel Air, Hawthorne, la mairie de Los Angeles ou encore le building du Los Angeles Times.
Rogen et Gondry ultérieurement évoquent une production compliquée qui explique l'accueil mitigé du film,.

## Accueil

### Critique
The Green Hornet a reçu un accueil mitigé de la part des critiques des pays anglophones, recevant 45 % d'avis favorables sur Rotten Tomatoes, sur la base de 222 commentaires et une note moyenne de 5,2⁄10, avec pour consensus « C'est sporadiquement divertissant, mais The Green Hornet n'approche jamais des hauteurs surréalistes proposés par la collaboration Seth Rogen / Michel Gondry »,, tandis que le site Metacritic, lui attribue le score de 39⁄100, sur la base de 39 commentaires.
Parmi les commentaires favorables, Dan Kois, du Washington Post, tout en soulignant que le personnage de Kato est le « meilleur rôle dans le film », car il « n'est pas un acolyte, mais un héros qui est complètement formé, qui est plein de surprises », lui attribue une note de trois étoiles sur quatre. Elizabeth Weitzman, du New York Daily News, lui donne une note de 41⁄2 étoiles sur cinq, remarquant que le film est « irrévérencieusement drôle », bien que « joyeusement flou ». Pour les critiques variés, en autres, Claudia Puig, de USA Today, saluent les gadgets, mais est « incolore, engourdi et a un rythme lent ». Parmi les commentaires défavorables, Roger Ebert, du Chicago Sun Times, lui attribue une étoile sur quatre, trouvant que le film est « une démonstration presque insupportable ».
Toutefois, le film est mieux reçu par la presse en France. Allociné, ayant recensé vingt critiques du film, attribue une note moyenne de 3,4⁄5.

### Box-office
| Pays ou région | Box-office      | Date d'arrêt du box-office | Nombre de semaines |
| -------------- | --------------- | -------------------------- | ------------------ |
| Mondial        | 227 983 150 $   | 14 juillet 2008            | 20                 |
| États-Unis     | 98 780 042 $    | 21 avril 2008              | 14                 |
| France         | 734 464 entrées | 23 février 2008            | 7                  |

Sorti en salles aux États-Unis le week-end du Martin Luther King Day — jour férié sur le territoire américain – dans une combinaison maximale de 3 584 salles, The Green Hornet parvient à se classer à la première place du box-office, réussissant à récolter 33 526 876 de dollars pour son premier week-end de trois jours, suivi de 40 012 543 de dollars pour les quatre jours du week-end du Martin Luther King Day. Pour sa première semaine à l'affiche, le long-métrage totalise 45 341 243 de dollars. Mais le week-end suivant, The Green Hornet engrange 17 677 565 de dollars, soit un cumul de 63 018 808 de dollars, évoluant avec une baisse de 47,3 %, terminant second juste derrière Sex Friends. Au fil des semaines, le film évolue négativement pour ce qui est des recettes et commence à baisser dans le classement, mais parvient à remonter pour son neuvième week-end. Finalement, The Green Hornet totalise 98 780 042 de dollars  en fin d'exploitation, n'ayant pas réussi à dépasser son budget de production de 120 000 000 de dollars.
C'est à l'étranger que le film marche correctement, puisqu'il totalise 129 203 108 de dollars de recettes à l'international, soit un cumul de 227 983 150 de dollars au box-office mondial.
En France, le film, sorti dans une combinaison moyenne de 495 salles, démarre à la troisième place du box-office avec 276 619 entrées, se classant derrière Le Dernier des Templiers et Le Fils à Jo. La semaine suivante, le film chute à la quatrième place et perd 30,41 % de ses entrées, faisant 192 494 entrées, soit un cumul de 469 113 entrées. Malgré une baisse sensible pour ce qui des entrées au fil des semaines, The Green Hornet parvient à totaliser 611 396 entrées en quatrième semaine (soit 142 283 entrées et une septième place en semaine). Finalement, le film rencontre un certain succès avec 734 464 entrées après sept semaines à l'affiche, permettant à Michel Gondry de rencontrer son meilleur score sur le territoire français, de même que Seth Rogen comme acteur vedette.

## Postérité
En raison du budget et du résultat mitigé au box-office, la suite prévue est annulée.
En 2016, Paramount Pictures et Chernin Entertainment acquièrent les droits d'adaptation pour en faire un reboot. Gavin O'Connor signe pour réaliser et produire le film, écrit par Sean O'Keefe.